# 132 г. пр.н.е.
132 (сто тридесет и втора) година преди новата ера (пр.н.е.) е година от доюлианския (Помпилийски) римски календар.

## Събития

### В Римската република
- Консули са Публий Попилий Ленат и Публий Рупилий.
- Консулите разследват обвинените в съконспирация с Тиберий Гракх. Някои от тях са екзекутирани, но други, като Гай Блосий, са освободени.
- Консулът Рупилий потушава Първото робско въстание в Сицилия и пленява водача Евн. По негово предложения е приет Lex Rupilia, който полага точни рамки за управлението на провинцията.[1]
- Консулът Попилий построява Виа Попилия.
- Триумф на Публий Корнелий Сципион Емилиан Африкански за превземането на Нуманция.[2]
- Започва въстанието на Аристоник Пергамски в провинция Азия.[2]
- Публий Корнелий Сципион Назика Серапион умира в Пергам, за нов понтифекс максимус е избран Публий Лициний Крас Муциан.[1]

### В Азия
- Върху бивша територия на Селевкидите е създадено царство Осроене.

### В Африка
- Избухналите в редовете на династията на Птолемеите водят до вдигане на въстание от Клеопатра II срещу брат и Птолемей VIII.

## Родени
- Митридат VI, цар на Понт (умрял 63 г. пр.н.е.)

## Починали
- Публий Корнелий Сципион Назика Серапион, римски политик, консул през 138 г. пр. Хр (роден 181 г. пр.н.е.)
- Евн, роб и водач на Първото робско въстание в Сицилия

Бележки: